# Twyford (Hampshire)
Twyford è un villaggio e parrocchia civile dell'Inghilterra, appartenente alla contea dell'Hampshire.